# Tricoteceno

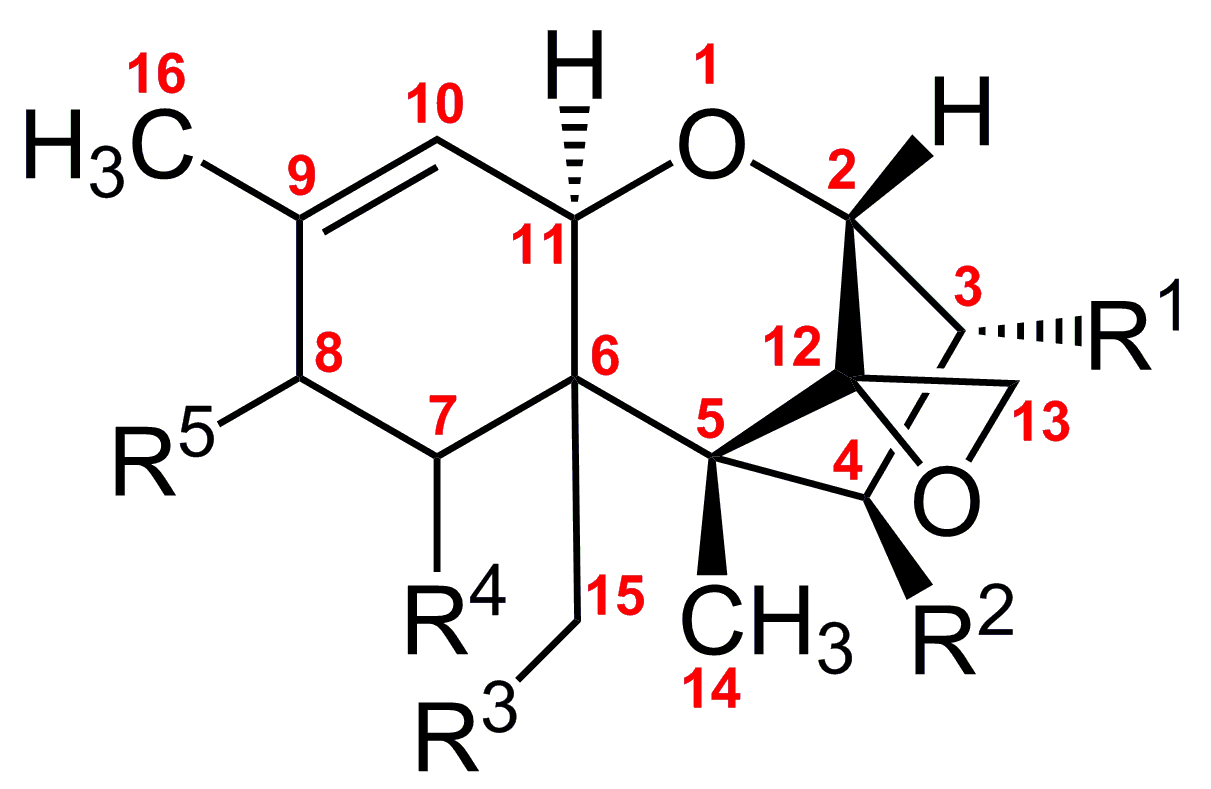
Estrutura química dos tricotecenos

Os tricotecenos são um grande grupo de micotoxinas, produzidas pelas espécies do gênero Fusarium, Stachybotrys, Trichoderma e Trichothecium. São encontrados na cevada, no milho, aveia, feno, sorgo, entre outros.